# Gourmandises
Gourmandises  (рус. Лакомства) — дебютный студийный альбом французской поп-певицы Ализе. Во Франции диск был выпущен 21 ноября 2000 года, а международный релиз состоялся 13 марта 2001 года. Альбом стал результатом сотрудничества Ализе с творческим тандемом Милен Фармер и Лорана Бутонна, и имел огромный успех. За три месяца он стал «платиновым» — во Франции было продано свыше 300 тысяч экземпляров. В настоящее время продано более 1 300 000 экземпляров во Франции и свыше 4 миллионов по всему миру.

## Список композиций
1. Moi… Lolita (рус. Я...Лолита) — 4:23
2. Lui ou Toi (рус. Он или ты) — 4:15
3. L’Alizé (рус. Пассат) — 4:15
4. J.B.G. (рус. Д.Дж.Б.)[1] — 3:55
5. Mon Maquis (рус. Мои дебри) — 5:40
6. Parler tout bas (рус. Говорить совсем тихо) — 4:35
7. Veni Vedi Vici (рус. Пришла, увидела, победила) — 4:20
8. Abracadabra (рус. Абракадабра) — 4:00
9. Gourmandises (рус. Лакомства) — 4:10
10. A quoi rêve une jeune fille (рус. О чём мечтает девушка) — 4:05

## Участники записи
- Alizée Jacotey — вокал
- Laurent Boutonnat — аранжировщик, программирование, клавишные, продюсер
- Mylène Farmer — продюсер
- Anne Calvert — вокал
- Slim Pezin — гитара
- Bernard Paganotti — бас-гитара
- Mathieu Rabate — ударные
- Jerome Devoise — звукозапись
- Didier Lozahic — сведение, звукозапись
- André Perriat — мастеринг
- lb — фотосъёмка
- Henry Neu — оформление